# Kōno Ichirō

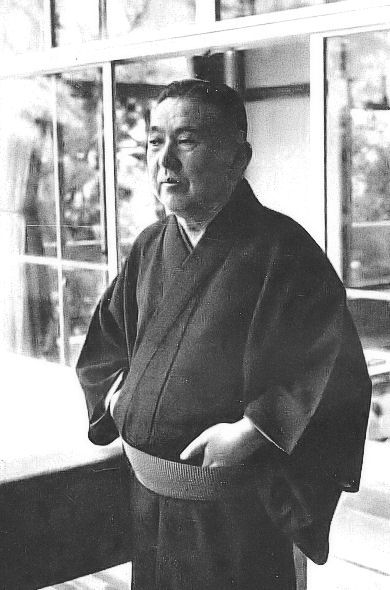
Kōno Ichirō, 1961

Kōno Ichirō (japanisch 河野 一郎; geboren 2. Juni 1898 in Odawara (Präfektur Kanagawa); gestorben 8. Juli 1965) war ein japanischer Politiker.

## Leben und Wirken
Kōno Ichirō machte seinen Studienabschluss an der Waseda-Universität im Fach Wirtschaftswissenschaften. Er arbeitete für die Zeitung „Tōkyō Asahi Shimbun“, bis er 1932 als Mitglied der Rikken Seiyūkai in den Reichstag gewählt und fünfmal wiedergewählt wurde.
Nach Ende des Pazifikkriegs 1945 unterstützte Kōno Hatoyama Ichirō bei der Gründung der „Japan Liberal Party“ (日本自由党, Nihon jiyū-tō) und wurde der erste Generalsekretär. Von 1946 bis 1951 musste er auf Anordnung der Besatzungsmächte alle Ämter aufgeben. Er arbeitete mit Miki Bukichi und anderen zusammen, um die Hatoyama-Regierung aufzubauen  und war 1953 an der Gründung der „Liberalen Partei“ (自由党) beteiligt.
Nachdem er als Generalsekretär der Japanischen Liberalen Partei gearbeitet hatte, trat er 1954 bei der Gründung der „Japanischen Demokratischen Partei“ (日本自由党) dieser Partei bei. Im selben Jahr wurde er Minister für Landwirtschaft, Forsten und Fischerei des ersten Hatoyama-Kabinetts. Er trat 1955 als Konservativer der Liberaldemokratischen Partei bei und diente 1956 als Bevollmächtigter, um zur Wiederherstellung der japanisch-sowjetischen Beziehungen beizutragen. Seitdem war er Sekretär der Wirtschaftsplanungsagentur, Minister für Landwirtschaft, Forsten und Fischerei im Kabinett Ikeda II, Bauminister und Staatsminister für Olympische Spiele. Er war ein einflussreicher Vertreter der Partei und strebte die Position des Premierministers an, starb jedoch plötzlich an einem Aortenaneurysma.
Der jüngere Bruder Kōno Kenzō (1901–1983) war von 1965 bis 1975 Präsident des Japanischen Leichtathletikverbandes. Der zweite Sohn, Kōno Yōhei (* 1937), leitete das Repräsentantenhaus.